# MSKV De Hippo's
De Maastrichtse Studenten Korfbal Vereniging De Hippo's is een studentenkorfbalvereniging gevestigd in Maastricht. De leden zijn studenten aan de Universiteit Maastricht en Hogeschool Zuyd. Oud-leden van de vereniging worden VhIPpo's genoemd. De vereniging stelt zich tot doel studentenkorfbal in Maastricht te stimuleren.

## Geschiedenis
De vereniging is ontstaan vanuit korfbalvereniging KV Maastricht. Studenten die lid waren van deze vereniging besloten in 1990 om verder te gaan onder de naam M.S.K.V. De Hippo's. De naam is ontleend aan het nijlpaard (Hippopotamus amphibius), een dier dat er lief uitziet maar levensgevaarlijk is voor wie te dichtbij komt. De vereniging is aangesloten bij het Koninklijk Nederlands Korfbalverbond (KNKV), waar de Studentenkorfbalcommissie (SKC) de belangen voor de studentenkorfbalverenigingen behartigt. Binnen Maastricht is de vereniging aangesloten bij de Maastrichtse Universitaire Studentensport Stichting (MUSST).